# Хаджи-Сейдели
Хаджи-Сейдели (на македонска литературна норма: Хаџи-Сејдели) е село в Община Щип, Северна Македония.

## География
Хаджи-Сейдели е разположено на 15 километра югозападно от град Щип в южното подножие на Конечката планина (Серта).

## История
В XIX век Хаджи-Сейдели е турско село в Щипска кааза на Османската империя. Според статистиката на Васил Кънчов („Македония. Етнография и статистика“) от 1900 година Седили има 50 жители турци.
След Междусъюзническата война в 1913 селото остава в Сърбия.
На етническата си карта от 1927 година Леонард Шулце Йена показва Хаджи Сейдли (Hadži Seidli) като село с неясен етнически състав.